# Snickers
A Snickers egy  csokoládéból, földimogyoróból, nugátból és karamellből álló édesség védjegye. Az amerikai Mars, Inc. gyártja 1930 óta. Nevét a Mars család kedvenc lováról kapta. A világ egyik legnagyobb mennyiségben eladott csokoládészelete, mintegy 2 milliárd dollár értékben értékesítik.

## Felhasználása
A Snickerst és a Mars szeletet Skóciában olajban hirtelen kisütve is fogyasztják az 1990-es évek óta, de Amerikában is kapható kifőzdékben, éttermekben. Édes „salátát” is készítenek belőle almával, tejszínhabbal és pudinggal összekeverve.